# Филиппов, Иван Филиппович (писатель)
Ива́н Фили́ппович Фили́ппов (1655; Шуйский погост, Обонежская пятина — 3 декабря 1744; Выгорецкая обитель; Архангелогородская губерния) — деятель старообрядчества, писатель и историк старообрядчества, киновиарх Выговской пустыни (1741—1744).
Иван родился в 1655 году в семье государственного крестьянина. Первые 30 лет жизни был новообрядцем.
Под влиянием Петра Прокофьева изменил взгляды и стал старообрядцем, а затем пришёл в Выгорецкую пустынь в 1714 году, в которой прожил 40 лет. В начале выполнял обязанности поверенного (стряпчего) по делам поморских староверов, а после смерти Симеон Денисова был избран его преемником.
Как один из видных деятелей старообрядчества, он подвергался преследованиям и даже некоторое время содержался в заключении. Его литературная деятельность была очень обширна; сочинения его — преимущественно исторического характера. Филиппов оставил множество ценнейших свидетельств о жизни подвижников старой веры. Павел Любопытный указывает следующие его произведения: «Полная история Выгорецкой киновии», «Краткая хронология о важных происшествиях, случившихся в Выгорецкой киновии»; «Полное описание всей комиссии, бывшей, по воле высшего начальства, непрерывно 7 лет в Выгореции, изнуряя и насилуя оную тирански»; «Краткие повести о страдании мужей и жен в разных местах России мужески за благочестие пострадавших»; «Краткие повествования о случившихся в разных странах России на староверческие церкви гонениях»; «Полное описание жития Выгорецкого киновиарха Андрея Дионисьевича, патриарха староверческих церквей». Главное из этих сочинений — «Полная история Выгорецкой киновии»; для неё остальные сочинения послужили подготовительными этюдами. Основана «История» на труде Андрея Денисова и на рассказах выговских старожилов и на разных рукописных источниках. Изложение ясное и довольно объективное, хотя местами Ф. впадает в риторизм, свойственный вообще выговской школе. Издана «История» Кожанчиковым (СПб., 1862). Кроме исторических трудов Ф., Павел Любопытный указывает догматический труд Ф. о браке: «Показание или врачество злочестивым бракоборцам». См. «Библ. зап.» (1861); Щапов, «Земство и раскол» (СПб., 1862); «Описание рукоп. Богданова», сост. И. А. Бычковым (СПб., 1891)

## Сочинения
- Исторія Выговской старообрядческой пустыни: изд. по рукописи Ивана Филипова : с соблюдением его правописания, 11 портр. знаменитых старообрядцев и 2 видами Выговских мужского и женского общежительных Санкт-Петербург : Д. Е. Кожанчиков, 1862